# Rosendale Hamlet (Nueva York)
Rosendale Hamlet es un lugar designado por el censo ubicado en el condado de Ulster en el estado estadounidense de Nueva York. En el año 2010 tenía una población de 1.349 habitantes.

## Geografía
Rosendale Hamlet se encuentra ubicado en las coordenadas 41°51′1.38″N 74°4′25.63″O / 41.8503833, -74.0737861.